# Kispál és a Borz
Kispál és a Borz — угорський альтернативний рок-гурт, що був заснований 1987 року в місті Печ. Останній виступ групи відбувся 9 серпня 2010 року на фестивалі Sziget. Kispál és a Borz і донині вважається одним із найбільш впливових альтернативних гуртів Угорщини.

## Історія
Гурт заснували в 1987 році Андраш Ловаші, Андраш Кішпал, Режьо Озді та Ґабор Бройтіґам. У місті Печ усі вони навчались у тій самій гімназії, а потім мали спільне місце роботи в державній паливній компанії. Там музиканти мали змогу проводити репетиції в робочий час.
Назва «Kispál és a Borz» дослівно означає «Кішпал і борсук». Спершу Озді запропонував назвати групу просто «Борсук» («Borz»), однак Андраш Кішпал поскаржився, що в минулому грав у багатьох гуртах із назвами тварин, і жоден із них не досяг успіху. Тож інші учасники вирішили додати до назви його прізвище.
Перший виступ гурту відбувся 10 грудня 1987 року в місцевому клубі «Szenes». У 1988-му вийшло перше демо з 4 піснями, в 1989-му — друге демо під назвою «Tökéletes helyettes» («Ідеальний заступник»), а перший альбом «Naphoz Holddal» («Місяцем до Сонця») було видано в 1991 році.
Склад гурту неодноразово змінювався. Співзасновник групи Режьо Озді залишив її в 1988 році, і відтоді до 1996-го музиканти виступали як тріо, доки не долучився Акош Діошь. Крім того, за весь час існування у групі було п'ять ударників. Останній із них — Абель Міхалік — був наймолодшим учасником і ровесником самого гурту.
Група також часто запрошувала гостьових музикантів, зокрема вокаліста гурту Pál Utcai Fiúk Ґабора Лешковіча та Юдіт Немет із Anima Sound System.
У вересні 2006 року «Шляґер-радіо» та інтернет-видання «Origo» вирішили визначити найулюбленіший угорський хіт усіх часів і провели голосування, за результатами якого пісня Kispál és a Borz «Ha az életben» посіла 3-тє місце.
У вересні 2009 року група видала свій перший DVD. Диск із простою назвою «Koncert» містив записи з ювілейного концерту в місті Печ до 20-річчя гурту. Цікаво, що на DVD також був код, за яким із сайту групи можна було скачати 4 пісні з не виданого попередньо EP. Крім того, гурт записав відеокліп на пісню «Többiektől».
У 2010 році було оголошено, що після 20 років активної музичної діяльності та 11 студійних альбомів група завершує свою кар'єру. Прощальний концерт відбувся 9 серпня 2010 року в так званий «мінус перший» день фестивалю Sziget. На тригодинному виступі були присутні 45 тисяч глядачів. З концерту зробили фільм, який 24 листопада 2010 року було показано одночасно у 21 кінотеатрі.

## Нагороди
- 1994 EMeRTon-díj (щорічна музична премія Угорського радіо)

## Учасники гурту

### Останній склад (2010)
- Андраш Кішпал — гітари, автор музики (з 1987 року, співзасновник гурту)
- Андраш Ловаші — бас-гітара, вокал, автор музики і текстів (з 1987 року, співзасновник гурту)
- Акош Діошь — клавішні, бубон, маракаси, вокал (з 1996 року)
- Абель Міхалік — ударні (з 2007 року)

### Колишні учасники
- Режьо Озді — бас-гітара (1987—1988, співзасновник гурту)
- Ґабор Бройтіґам — ударні (1987—1996, співзасновник гурту)
- Золтан Тот — ударні (1996—2002)
- Ференц Віттай — гітара, вокал (1998—2000)
- Міхаель Цвекер — ударні (2002—2006)
- Арон Бора — ударні (2006—2007)

## Дискографія

### Студійні альбоми
- 1991 Naphoz Holddal
- 1992 Föld kaland ilyesmi…
- 1993 Ágy, asztal, TV
- 1994 Sika, kasza, léc
- 1996 Ül
- 1997 Bálnák, ki a partra
- 1998 Holdfényexpressz
- 2000 Velőrózsák
- 2003 Turisták bárhol
- 2004 Én, szeretlek, téged

### Концертні альбоми
- 1997 Happy Borzday — концерт у місті Печ до 10-річчя гурту
- 2002 Élősködés — серія з 7 ювілейних виступів у різних містах Угорщини до 15-річчя гурту (Шопрон, Дьйор, Дебрецен, Мішкольц, Сеґед, Печ, Будапешт)
- 2003 Élősködés Tour 2002—2003 — вибране з ювілейних концертів
- 2007 20 év — A szép estékért («unplugged»-концерти у містах Сегед і Печ у 2006; частина альбому на 2 CD)
- 2010 Napozz Holddal — прощальний концерт на Сіґеті у 2010 році (містить також матеріали з EP 2009 року)

### Мініальбоми (EP, максісингли)
- 1995 Fák virágok fény
- 1997 Kicsit
- 1998 Tesis a világ
- 1999 Az nem lehet soha
- 2000 Hang és fény
- 2002 Nagyon szerelmes lányok
- 2009 Többiektől — розміщено на сайті гурту в mp3 як бонуси до концертного DVD 2009 року, а також видано у складі концертного альбому Napozz Holddal на 2 CD

### Музика до фільмів
- 1996 Csinibaba

### Вибране
- 2007 20 év — A legjobb pillanatokért (найкраще за 1987—2007; частина альбому на 2 CD)

### Альбоми реміксів
- 2000 KispálraMix
- 2012 Holnaphoz Holddal

### Демо
- 1988 Kispál és a Borz (4 пісні)
- 1989 Tökéletes helyettes (50 хв)
- 1995 Élet a légypapíron
- 2002 перевидання 4 пісень із першого демо на диску Nagyon szerelmes lányok

### Відео
- 2002 Кліпи за 1990—2002 (додаток до EP Nagyon szerelmes lányok)
- 2009 Koncert (ювілейний концерт до 20-річчя гурту, Печ, 28 грудня 2007 року)
- 2009 Három (az 1392-ből) (документальний фільм із ювілейного турне до 20-річчя гурту, бонуси до концертного DVD)
- 2009 Kötelező videók 1992—2009 (збірка відеокліпів)
- 2010 Napozz Holddal — A Kispálfilm (прощальний концерт на Сіґеті у 2010 році)

## Книжки
- 1997 Ласло Мартон — Pécsi Szál (Kispál-könyv)
- 2006 Андраш Ловаші, Ілона Варґа — Kispál és a Borz daloskönyv (акорди і тексти пісень гурту)